# Нічна сучка (роман)
«Нічна сучка» (англ. Nightbitch) — роман американської письменниці Рейчел Йодер 2021 року. Книжка — це історія в стилі магічного реалізму про домогосподарку, яка іноді перетворюється на собаку.

## Передісторія
Жінка стає домогосподаркою, щоб доглядати за своєю дитиною. Невдовзі вона починає перетворюватися на собаку вночі.

## Написання та композиція
Перш ніж почати писати роман «Нічна сучка», Йодер не писала два роки. Вона написала його частково через гнів, який відчула після того, як стала матір'ю, та зміни, що відбулися в її особистому та професійному житті. Її також надихнув уривок з роману Дженні Оффілл «Відділ спекуляцій». Йодер писала роман, не переймаючись його дивакуватістю, адже створювала його «для себе». Водночас її непокоїло, чи вистачить самій ідеї змістовності для книжки того обсягу, який вона хотіла написати.

## Критичне прийняття
У рецензії для The Seattle Times Джордан Сноуден похвалив роман як «[...] приголомшливу сучасну феміністичну байку, яку не можна пропустити». У  рецензії на книжку для The Guardian Лара Фейґел назвала її «важливим внеском у вивчення теми материнства, яка справедливо домінує в сучасному фемінізмі». В огляді для The Washington Post Бетан Патрік описує, як «дебютний роман Рейчел Йодер «Нічна сучка» може здатися таким, ніби авторка засунула руку у ваш мозок і понишпорила там. Йодер глибоко розуміє те відчуття ізоляції, яке нерідко переживають жінки, що залишаються вдома, та інші люди». У рецензії для The New Yorker Гілларі Келлі написала: «Дві провідні течії материнських наративів у XXI столітті можна звести до таких формул: «Матері фізично не здатні виконати все, що від них вимагається» і «Матері здатні на все». Обидві підтверджують одна одну: матері водночас не можуть відповідати обом гаслам — і все ж майже не мають вибору, окрім як намагатися... Йодер водночас поділяє обидві думки й заперечує їх, а її роман вільно ширяє в проміжному, невизначеному просторі між цими крайнощами». Ребекка Оніон зі Slate мала змішані почуття щодо роману, зазначивши: «У книжці є моменти, які здаються надто напруженими — я б обійшлася без сюжетної лінії, де оповідачка читає загадкову книжку про магічних жінок і надсилає авторці довгі листи. Але як роздуми про радикальну внутрішню трансформацію, яку вимагає батьківство, це — досконалий текст».

## Екранізація
Прем'єра екранізації за участю Емі Адамс відбулася на Міжнародному кінофестивалі в Торонто 2024 року. 
Виробництвом займалися студії Annapurna Pictures і Searchlight Pictures, а Маріель Геллер виступила сценаристкою та режисеркою.

## Переклад українською
2025 року у видавництві «Грушка» вийде український переклад роману «Нічна сучка».